# Mauldre
Pour les articles homonymes, voir Mauldre (homonymie).
La Mauldre est une petite rivière française, de 35,4 km de long, affluent de rive gauche de la Seine, qui coule dans le département des Yvelines, dans la région Île-de-France.

## Géographie

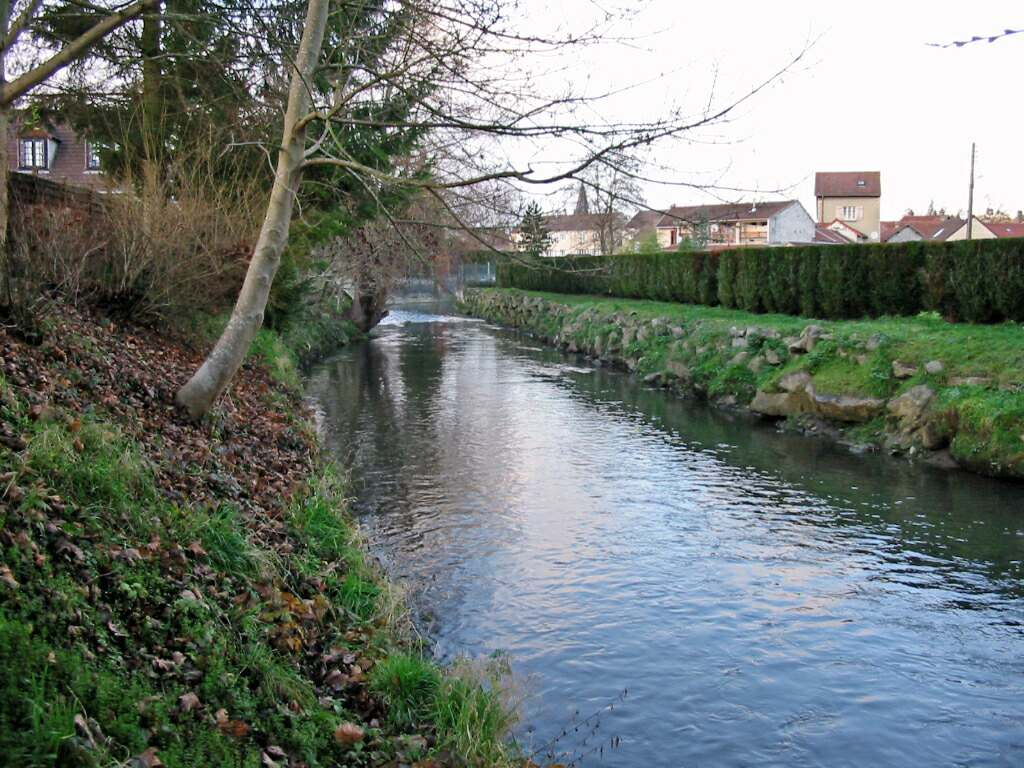
La Mauldre à Aulnay-sur-Mauldre.

### Le cours de la Mauldre

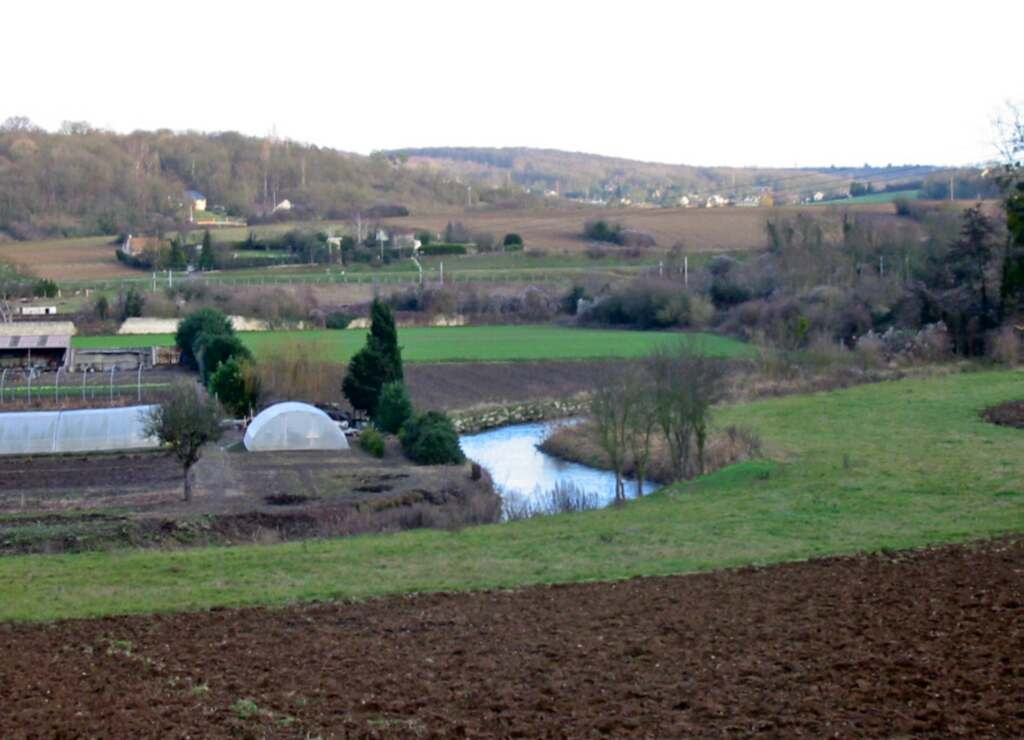
Vallée de la Mauldre à La Falaise.

La Mauldre prend source à 135 m d'altitude près du hameau de Maison Blanche à la limite des communes de Saint-Rémy-l'Honoré et de Coignières, et s'oriente vers le nord sur tout son parcours.
Elle arrose Beynes et Maule, avant de se jeter dans la Seine à Épône à 20 m d'altitude, vers la pointe amont de l'île de Rangiport. La pente moyenne est donc de 3,25 m/km (0,33 %).
Sa confluence avec le ru de Gally marque la limite entre les bassins de la Mauldre supérieure (qui peut généralement être traversée à gué) et de la Mauldre inférieure.
Dans le bassin inférieur, la Mauldre dessine quelques méandres et se subdivise en quelques endroits en bras secondaires, parfois appelés « chevreuses » comme à Maule et à Aulnay-sur-Mauldre.
La vallée de la Mauldre est encaissée entre les plateaux qui constituent la plaine de Versailles et le Mantois. Elle est empruntée par des axes de communication qui relient la vallée de la Seine au centre et au sud des Yvelines : RD 191, de Mantes à Corbeil et voie ferrée d'Épône-Mézières à Plaisir-Grignon.
Un peu en amont de Beynes, elle est traversée par un siphon de 922 m, par l'aqueduc de l'Avre, qui alimente Paris en eau potable captée dans la région de Verneuil-sur-Avre (Eure).
C'est une vallée riante, émaillée de nombreux villages qui ont gardé leur caractère rural malgré la proximité de l'agglomération parisienne. De nombreux moulins étaient autrefois en activité le long de son cours.

### Communes traversées
D'amont en aval,
cours supérieur :

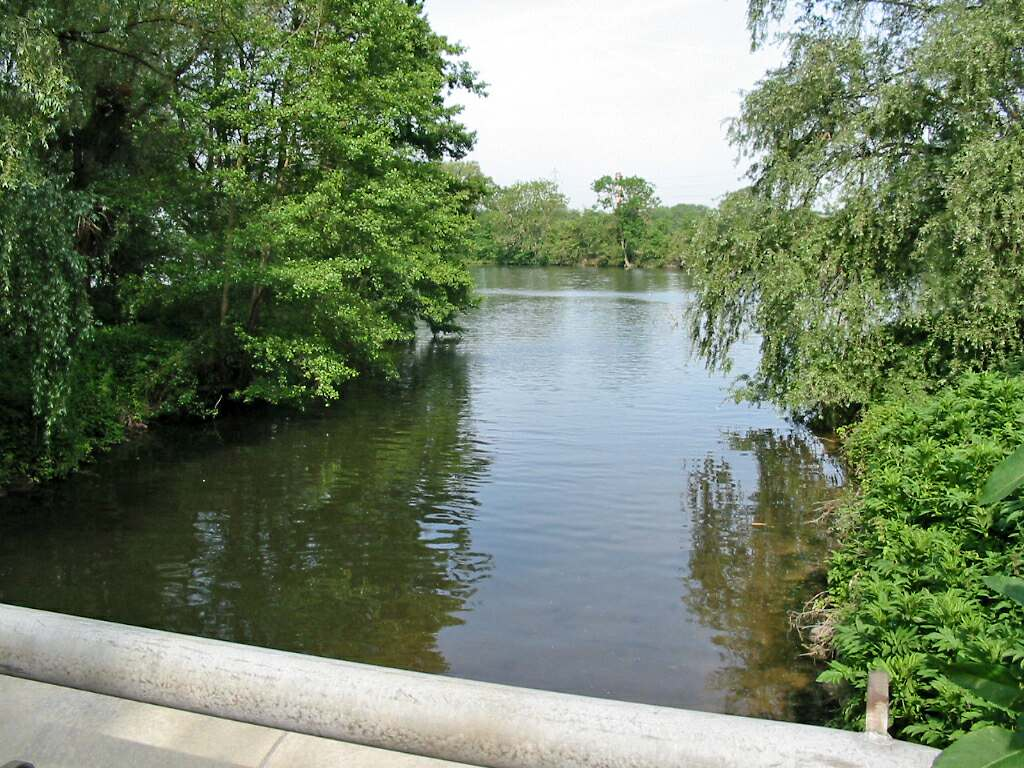
Confluence de la Mauldre à Épône.

Coignières, Saint-Rémy-l'Honoré, Le Tremblay-sur-Mauldre, Jouars-Pontchartrain, Neauphle-le-Vieux, Villiers-Saint-Frédéric, Beynes ;
cours inférieur :
Montainville, Mareil-sur-Mauldre, Maule, Aulnay-sur-Mauldre, Nézel, La Falaise, Épône.

## Affluents
La Mauldre reçoit vingt-cinq affluents et sous-affluents dont les principaux sont :
- en rive gauche, deux ruisseaux qui descendent de la forêt de Rambouillet et irriguent des zones rurales avant de rejoindre la Mauldre à Neauphle-le-Vieux :
  - le Lieutel (13,7 km) et son affluent principal :
    - la Guyonne (11,9 km) qui arrose Les Mesnuls et Mareil-le-Guyon
      - le Guyon qui coule depuis le territoire de Saint-Rémy-l'Honoré et rejoint la Gyonne en aval de Bazoches-sur-Guyonne

  - le ru de la Serpe s'écoule de Montainville et rejoint la Mauldre.

- en rive droite, trois ruisseaux venant de zones plus urbanisées (Versailles, Saint-Quentin-en-Yvelines) :
  - le ru d'Élancourt (7,4 km) qui rejoint la Mauldre à Pontchartrain (commune de Jouars-Pontchartrain)
  - le ru de Maurepas qui rejoint la Mauldre à Pontchartrain (commune de Jouars-Pontchartrain)
  - le ru Maldroit (12,8 km) qui prend sa source à Trappes, traverse Plaisir où il est en partie canalisé et enterré, et rejoint la Mauldre à Beynes
  - le ru de Gally (21,9 km) qui prend sa source dans le parc du château de Versailles au Grand Canal et arrose Thiverval-Grignon avant de rejoindre la Mauldre en aval de Beynes au lieu-dit la Maladrerie
  - le ru de Riche s'écoule de Herbeville et rejoint la Mauldre à Mareil-sur-Mauldre.
  - le ruisseau de Beulle qui prend sa source au hameau de Beulle, sur le plateau des Alluets-le-Roi et se jette dans la Mauldre à Maule (en conduit)
  - La Rouase à Bazemont.

## Hydrologie
Outre le ruissellement, la Mauldre est alimentée par les nappes du tertiaire  dont le principal exutoire est au seuil de Cressay. À cet endroit, les estimations de débits sont très variables, de 90 à 300 l/s.

### La Mauldre à Beynes
À la limite du cours inférieur et supérieur de la Mauldre, la station H7913020 La Mauldre à Beynes (mairie) donne sur 46 ans depuis 1967 un module de 1,010 m3/s, pour un bassin versant de 216 km2.

### La Mauldre à Aulnay-sur-Mauldre
Le débit moyen annuel de la rivière à Aulnay-sur-Mauldre est estimé à 2,05 m3/s. Il a tendance à augmenter au fil des années car il est renforcé par les rejets de populations urbaines de plus en plus importantes, notamment dans le sud-est du bassin (Versailles, Saint-Quentin-en-Yvelines…) et que l'on retrouve dans les stations d'épuration. Le débit maximum relevé à Épône est d'environ 20 m3/s.
Malgré sa faible longueur, la Mauldre est sujette à des crues rapides. Les dernières inondations notables remontent à mars 1983 et janvier 2000. La crue historique, servant de référence, est celle de 1966. À sa suite, un recalibrage de la Mauldre, du ru de Gally et de certains tronçons des affluents en amont a été effectué dans les années 1970.

### Bassin versant
Le bassin versant compte en tout 6 sous-bassins et 25 cours d'eau. Il est composé uniquement de cours d'eau non domaniaux, c'est-à-dire privés, dont le lit appartient aux riverains. Les limites du bassin versant de la Mauldre ont été définies par arrêté préfectoral du 19 août 1994 pour l'élaboration du SAGE (schéma d'aménagement et de gestion des eaux).
Le bassin versant de la Mauldre s'étend sur 66 communes aux superficies très variées totalisant environ 400 000 habitants. Il est entièrement inscrit dans le département des Yvelines. Sa taille est modeste à l'échelle de l'Île-de-France puisqu'il couvre à peine 410 km2 (41 130 ha), dont environ 20 % sont urbanisés ; mais il revêt une importance stratégique réelle pour le département des Yvelines, dont il couvre 30 % du territoire et concerne 30 % des habitants.
Contrairement aux cas les plus fréquents, le bassin versant s'est très fortement urbanisé d'abord dans ses extrémités amont (est et sud-est). Il l'est également, et de plus en plus, dans son extrême aval en vallée de Seine. Pour le reste, soit plus de 50 % de son territoire, il est essentiellement occupé par des zones de cultures sauf dans son amont ouest avec le massif forestier de Rambouillet. Les bourgs des communes de la Mauldre moyenne et aval sont principalement localisés en fond de vallée avec une occupation récente des espaces les plus proches des cours d'eau.

#### Les six sous-bassins
- bassin « Ru de Gally » : 118,5 km2, ru de Gally, 21,7 km
- bassin « Lieutel » : 77,7 km2 - ruisseau le Lieutel, 13,7 km
  - bassin « Guyonne » : 40 km2 - ru la Guyonne, 11,9 km
- bassin « Mauldre supérieure » : 65,9 km2 - ruisseau la Mauldre, 9,5 km
- bassin « Mauldre inférieure » : 64,1 km2 - rivière de la Mauldre, 21,2 km
- bassin « Maldroit » : 36,2 km2 - ru Maldroit, 12,4 km

### Organisme gestionnaire
Un des premiers schéma d'aménagement et de gestion des eaux (SAGE, document de planification institué par la loi sur l'eau du 3 janvier 1992) a été mis en œuvre par le COBAHMA, comité du bassin hydrographique de la Mauldre et de ses affluents de 2001 à 2015. Le SAGE révisé de la Mauldre a été approuvé le 10 août 2015 par arrêté préfectoral ; il est aujourd'hui en phase de mise en œuvre. Le COBAHMA a été labellisé Etablissement Public Territorial de Bassin (EPTB) en 2012. Ce syndicat mixte a été créé en 1992, il est présidé en 2016 par Guy Muller, conseiller départemental et maire d'Epône.Cette structure est composée du Département des Yvelines et des syndicats intercommunaux œuvrant dans le domaine de l’eau (syndicats d’assainissement, d’eau potable et de rivière) sur le bassin versant de la Mauldre et ses affluents, soient 20 syndicats intercommunaux en 2015.

## Histoire

### Étymologie
Selon une hypothèse formulée par Jacques Tréton dans son ouvrage Histoire de Montainville en Pincerais, et complétée par la découverte d'une forme ancienne du village de Maule remontant au VIe siècle : Mentelarico. Le village de Maule et la rivière auraient une origine commune.
Mentelarico, la forme la plus antique du village de Maule, serait composée de la racine celtique mantalo, signifiant « chemin, route, voie importante », et des suffixes celtes -ara qui signifie « cours d'eau, rivière », et de -ico qui signifie « village (au bord de l'eau), port (sur la rivière) ». Ce qui correspondrait assez bien à la position de la ville de Maule, au croisement d'une voie antique et d'un cours d'eau. Ce mot aurait évolué en Mantula ou Mautula  au IXe siècle, puis Maulia au XIIIe siècle, et finalement en Maule, ou Maulle, au XVIe siècle.
La forme la plus ancienne de la rivière Mauldre est issue du préceltique *Maulara,, Mandra au XIIe siècle, puis Mandre au XIVe siècle, Maudre au XVIe siècle et Mauldre au XIXe siècle. Mandra serait issu de l'évolution normale de *Mantalara, puis *Mantlara. Il dériverait aussi du terme gaulois, mantalo, signifiant « chemin » et du suffixe -ara, signifiant « cours d'eau, rivière ».
Tréton propose donc que la signification de 'Maule' serait « le port sur la rivière qui  coupe le grand chemin », et 'Mauldre' serait « la rivière qui  coupe le grand chemin » et donc ne s'appliquait que sur la partie aval de cette rivière, comme certains l'ont suggéré. Ainsi le nom de la rivière (Mantalara) aurait précédé le nom du village de Maule (Mantalara-ico) et aurait été donné par de locuteurs gaulois, il y a près de deux mille ans.

### Une longue occupation humaine

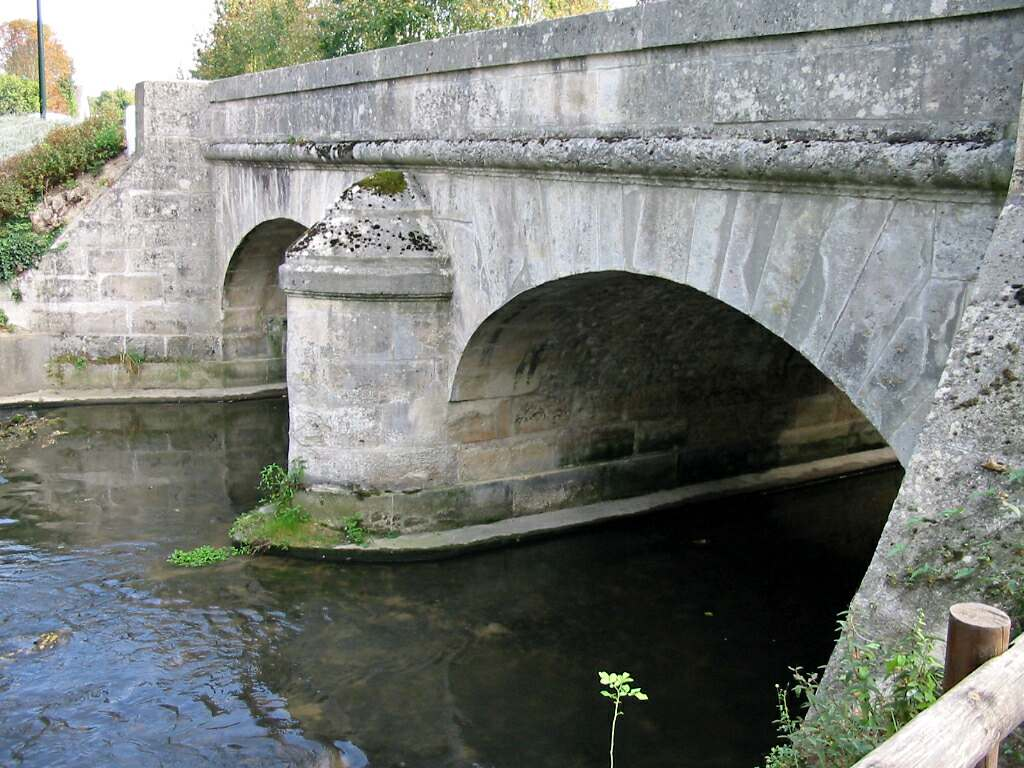
Pont de la RD 191 à Mareil-sur-Mauldre.

La vallée de la Mauldre est une région d'occupation humaine très ancienne. Des vestiges préhistoriques ont été retrouvés en de nombreux points, notamment des allées couvertes de l'époque néolithique près de sa confluence avec la Seine, à Épône et Aubergenville.
À l'époque gauloise, la région se trouvait dans le territoire des Carnutes qui s'étendait entre la Loire et la Seine, avec Chartres comme capitale.
Sous les Mérovingiens, elle appartenait au pagus du Pincerais dont le chef-lieu se trouvait à Poissy et qui s'étendait depuis la Seine au nord jusqu'à l'orée de la forêt d'Yveline (actuelle forêt de Rambouillet) au sud.
Plus tard, la Mauldre s'est trouvée à la limite occidentale du domaine royal face à de puissants seigneurs locaux, dont les comtes de Montfort-l'Amaury.
Le prieuré Grandmontain des Hautes-Bruyères a été fondé proche de sa source.

### L'utilisation de la Mauldre

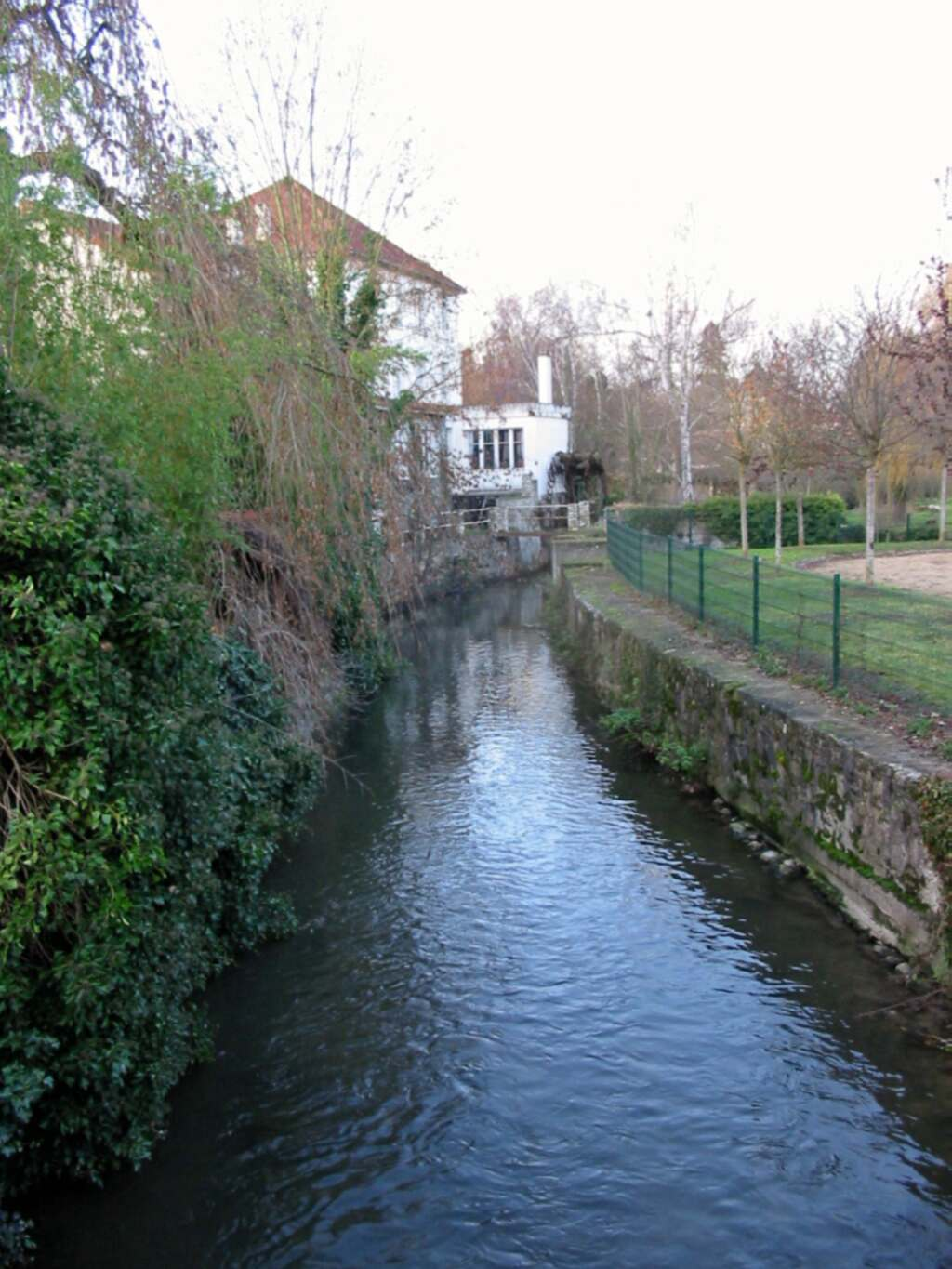
Roue d'un ancien moulin à Maule.

L'artificialisation de certains tracés (portions très rectilignes de cours d'eau) est très antérieure à la dernière guerre mondiale. Au début du IVe siècle, la plaine de la Mauldre supérieure n'était qu'un vaste marais. La création principale du réseau hydrographique (petits canaux, fossés) daterait de l'époque des disciples de Saint-Martin (fin du IVe siècle et durant le Ve siècle) dans un objectif d'utilisation plus intensive des sols (assainissement des terres…). Une grande partie du réseau hydrographique serait d'origine anthropique. Au sud du bassin versant, le réseau des rigoles et d'étangs a été créé sous Louis XIV pour les grandes eaux du château de Versailles.
La Mauldre et ses affluents, comme bien des rivières de la plaine céréalière de la Beauce, ont été équipés de nombreux moulins qui utilisaient la force motrice du courant. La plupart étaient encore en fonction au XIXe siècle. On peut citer le moulin d'Épône, aujourd'hui siège d'une maison des compagnons du Devoir, et celui de Montainville qui fut utilisé pour la production du papier. Bien que la plupart ont été détruits ou bien profondément modifiés, la rivière conserve leur mémoire à travers l'architecture de ses multiples bras (Mauldre et Guyonne).
De nos jours, la rivière est surtout l'exutoire des eaux de ruissellement et des eaux rejetées par les stations d'épuration. La principale de ces stations, le Carré de Réunion, se trouve à Bailly, sur le cours du Ru de Gally, en aval de l'agglomération de Versailles.
Pour la pêche, la Mauldre est classée comme rivière de première catégorie en amont du pont routier de Mareil-sur-Mauldre et en deuxième catégorie en aval.

### Patrimoine

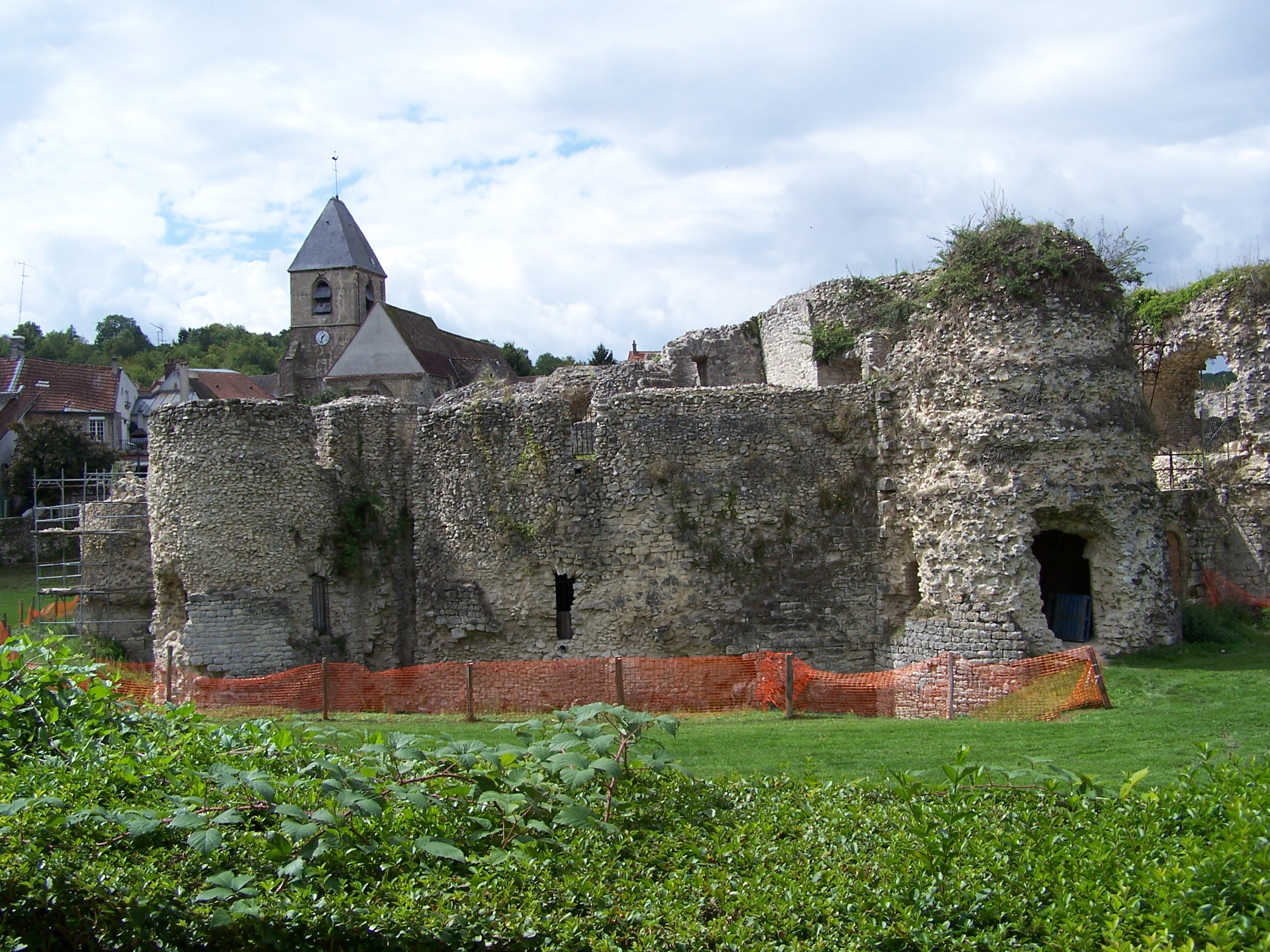
Les ruines du château de la Barbacane à Beynes.

- À Beynes, le château fort, dont il ne reste que des ruines, a été construit tout près de la rivière, dans la basse vallée. Ses douves pouvaient être inondées par les eaux de la Mauldre.

## Environnement

### Pollutions
Au fil des années, la pollution liée à l'urbanisation et à l'industrie est devenue préoccupante. Quatre stations hydrologiques permanentes surveillent la qualité des eaux (pollution organique, azotée et phosphatée, qualité bactériologique…). Deux stations sont situées sur la Mauldre : à Beynes et à Aulnay-sur-Mauldre ; et deux stations sont sur des affluents : à Mareil-le-Guyon sur la Guyonne et à Thiverval-Grignon sur le ru de Gally.
Des signes d'amélioration de la situation globale commencent à se manifester ; ainsi des pêches électriques réalisées en 2004 par le conseil supérieur de la pêche ont montré la présence de la truite fario à différents stades de développement, ce qui est un bon indice de la qualité de l'eau et du milieu piscicole ; ainsi que le retour de l'anguille, espèce migratrice.
Les dix communes du bassin inférieur de la Mauldre se sont groupées en « syndicat de la vallée de la Mauldre » pour aménager la rivière et lutter contre la pollution de l'eau.
Le 31 juillet 2008, la Mauldre et son affluent le ru Maldroit sont pollués par des effluents toxiques émis par l'usine d'incinération de Plaisir. Cette pollution, qui se caractérise par une concentration assez importante en ammonium, en nitrite et en zinc, provoque une importante mortalité des poissons sur dix communes : Thiverval-Grignon, Saint-Germain-de-la-Grange, Beynes, Montainville, Mareil-sur-Mauldre, Maule, Aulnay-sur-Mauldre, Nézel, La Falaise et Épône. Une tonne de poissons morts ont été recueillis.

### Inondations
Débordement de la Mauldre
- 2016 juin -  à Beynes, Mareil-sur-Mauldre, Maule, Nézel, et surtout Aulnay-sur-Mauldre.
- 2001 mars -
- 2000 décembre -
- 1983 juin -
- 1981 octobre -
- 1978 mars -
- 1973 juin -
- 1966 -
- 1856[17]

Ruissellement / coulée de boue :
- 2000 7 mai - Mareil-sur-Mauldre, Montainville, Maule, Beynes
- 1994 août -
- 1993 juin -
- 1978 mars -

### Mémoires des inondations
- 1787 (Cahiers de doléances) Les habitants de Montainville se plaignent que depuis quelques années les eaux de Versailles tombent par la rivière de Galli dans la vallée de la Mauldre et se joignent à la paroisse (rivière) à Maule, ce qui occasionne souvent des inondations qui périssent les prairies, où il ne croit maintenant que de très mauvais foins[18].

```
Pour lutter contre les risques d'inondation, l'équipement des cours d'eau a été complété par des retenues (Vicq, Les Mesnuls, La Courance, Le Désert, Pissaloup, Bois de la Cranne, Rennemoulin, 
Bretêche
 Ouest).
```